# Morti nel 1774
| Questa pagina contiene informazioni ricavate automaticamente dalle voci biografiche con l'ausilio del template Bio e di un bot. L'aggiornamento è periodico e automatico e ricostruisce completamente la pagina. Se manca una persona in questa lista, sei pregato di non aggiungerla, ma accertati piuttosto che la sua voce biografica contenga il template Bio e che i dati anagrafici siano correttamente compilati. Se il template Bio manca, inseriscilo tu stesso o, in alternativa, metti l'avviso {{tmp\|Bio}} che ne segnala la mancanza. Se i dati riportati sono sbagliati, correggi direttamente la voce biografica; le modifiche saranno visibili in questa lista entro pochi giorni. Per chiarimenti vedi il progetto biografie. La lista contiene solo le 96 persone che sono citate nell'enciclopedia e per le quali è stato implementato correttamente il template Bio. Pagina aggiornata al 2 lug 2025. |

## Gennaio(8)
- 7 gennaio - Antoine Clériade de Choiseul-Beaupré, cardinale e arcivescovo cattolico francese (n. 1707)
- 7 gennaio - Józef Załuski, vescovo cattolico e politico polacco (n. 1702)
- 9 gennaio - Jacques-François Blondel, architetto e urbanista francese (n. 1705)
- 16 gennaio - Gaetano Maria Travasa, religioso e storico italiano (n. 1698)
- 20 gennaio - Florian Leopold Gassmann, compositore austriaco (n. 1729)
- 21 gennaio - Mustafa III, sultano ottomano (n. 1717)
- 28 gennaio - Antonio Galli da Bibbiena, scenografo e architetto italiano (n. 1697)
- 30 gennaio - František Ignác Antonín Tůma, compositore ceco (n. 1704)

## Febbraio(4)
- 2 febbraio - Ludwig von Kahlen, militare danese (n. 1704)
- 4 febbraio - Charles Marie de La Condamine, matematico e geografo francese (n. 1701)
- 9 febbraio - Luis de Salazar y Castro, genealogista spagnolo (n. 1658)
- 18 febbraio - Karl Michael von Attems, arcivescovo cattolico austriaco (n. 1711)

## Marzo(5)
- 7 marzo - Carlo Alberto Guidobono Cavalchini, cardinale e arcivescovo cattolico italiano (n. 1683)
- 11 marzo - Berardo Galiani, teorico dell'architettura italiano (n. 1724)
- 25 marzo - Zeynep Sultan, principessa ottomana (n. 1714)
- 25 marzo - Carolina di Nassau-Saarbrücken, contessa tedesca (n. 1704)
- 30 marzo - Carolina del Palatinato-Zweibrücken-Birkenfeld, nobile tedesca (n. 1721)

## Aprile(11)
- 2 aprile - Simon François Ravenet, incisore francese (n. 1706)
- 4 aprile - Oliver Goldsmith, scrittore e drammaturgo irlandese (n. 1730)
- 11 aprile - Elias Gottlob Haussmann, pittore tedesco (n. 1695)
- 17 aprile - Michelangelo Giacomelli, arcivescovo cattolico e letterato italiano (n. 1695)
- 17 aprile - John Winslow, generale britannico (n. 1703)
- 18 aprile - Rodolfo Emilio Brignole Sale, doge (n. 1708)
- 18 aprile - Louis de Règemorte, ingegnere francese (n. 1709)
- 19 aprile - Léger Marie Deschamps, filosofo francese (n. 1716)
- 20 aprile - Aleksandr Il'ič Bibikov, generale russo (n. 1729)
- 23 aprile - Christian Wilhelm Ernst Dietrich, pittore tedesco (n. 1712)
- 27 aprile - José María Pignatelli de Aragón y Gonzaga, militare spagnolo (n. 1744)

## Maggio(6)
- 1º maggio - William Hewson, anatomista britannico (n. 1739)
- 3 maggio - Enrico Augusto de la Motte Fouqué, generale tedesco (n. 1698)
- 4 maggio - Antonio Ulrico di Brunswick-Lüneburg, nobile (n. 1714)
- 10 maggio - Luigi XV di Francia, re francese (n. 1710)
- 12 maggio - Giuseppe Antonio Luchi, pittore italiano (n. 1709)
- 26 maggio - Wilhelm Reinhard von Neipperg, generale austriaco (n. 1684)

## Giugno(2)
- 7 giugno - Giuseppe Maria Carretti, compositore italiano (n. 1690)
- 11 giugno - Emmerich Joseph von Breidbach zu Bürresheim, arcivescovo cattolico tedesco (n. 1707)

## Luglio(11)
- 1º luglio - Henry Fox, I barone Holland, politico inglese (n. 1705)
- 7 luglio - Elisabetta Albertina di Anhalt-Bernburg, nobile (n. 1693)
- 9 luglio - Anna Morandi Manzolini, anatomista e scultrice italiana (n. 1714)
- 11 luglio - William Johnson, generale e politico irlandese (n. 1715)
- 13 luglio - Otto von Münchhausen, botanico tedesco (n. 1716)
- 15 luglio - Maria Cristina de Rouvroy, nobile francese (n. 1728)
- 24 luglio - Georgiana Fox, I baronessa di Holland, nobildonna inglese (n. 1723)
- 24 luglio - Étienne-René Potier de Gesvres, cardinale e vescovo cattolico francese (n. 1697)
- 24 luglio - Johann George Schmidt, architetto e ebanista tedesco (n. 1707)
- 25 luglio - Pompeo Compagnoni, vescovo cattolico e letterato italiano (n. 1693)
- 27 luglio - Samuel Gottlieb Gmelin, botanico, ornitologo e esploratore tedesco (n. 1744)

## Agosto(4)
- 4 agosto - Muhsinzade Mehmed Pascià, politico ottomano (n. 1704)
- 14 agosto - Johann Jakob Reiske, filologo classico, orientalista e numismatico tedesco (n. 1716)
- 15 agosto - Serafino Brancone, arcivescovo cattolico italiano (n. 1710)
- 25 agosto - Niccolò Jommelli, compositore italiano (n. 1714)

## Settembre(8)
- 1º settembre - Innocenzo Gorgoni, arcivescovo cattolico italiano (n. 1708)
- 10 settembre - Pierre-Jean Mariette, incisore, collezionista d'arte e storico dell'arte francese (n. 1694)
- 17 settembre - František Sehling, tenore e musicista ceco (n. 1715)
- 18 settembre - Johann Friedrich Meckel il Vecchio, anatomista tedesco (n. 1724)
- 20 settembre - Martinès de Pasqually, esoterista francese (n. 1727)
- 22 settembre - Carlo Ludovico di Schleswig-Holstein-Sonderburg-Beck, ufficiale tedesco (n. 1690)
- 22 settembre - Papa Clemente XIV, papa, vescovo cattolico e cardinale italiano (n. 1705)
- 22 settembre - Filippo Farsetti, mecenate italiano (n. 1703)

## Ottobre(6)
- 8 ottobre - Philippe Caffieri, scultore francese (n. 1714)
- 15 ottobre - Dmitrij Vasil'evič Uchtomskij, architetto russo (n. 1719)
- 16 ottobre - Robert Fergusson, poeta scozzese (n. 1750)
- 27 ottobre - Gerolamo Mengozzi-Colonna, pittore italiano (n. 1686)
- 29 ottobre - Augustin Haller von Hallerstein, gesuita e missionario tedesco (n. 1703)
- 30 ottobre - Giacomo Maria Paitoni, presbitero e scrittore italiano (n. 1708)

## Novembre(8)
- 5 novembre - John Murray, III duca di Atholl, nobile e politico scozzese (n. 1729)
- 6 novembre - Francesco Maria Manzi, arcivescovo cattolico italiano (n. 1694)
- 18 novembre - Giovanni Francesco Stoppani, cardinale italiano (n. 1695)
- 22 novembre - Robert Clive, generale e politico inglese (n. 1725)
- 25 novembre - Henry Baker, naturalista e scrittore britannico (n. 1698)
- 26 novembre - Francesco Maria Galli da Bibbiena, medico e anatomista italiano (n. 1720)
- 26 novembre - Gabrio Serbelloni, III duca di San Gabrio, militare, politico e nobile italiano (n. 1693)
- 30 novembre - Nicolas-François Dupré de Saint-Maur, economista e statistico francese (n. 1695)

## Dicembre(8)
- 2 dicembre - Johann Friedrich Agricola, compositore, organista e cantante lirico tedesco (n. 1720)
- 2 dicembre - Antonio Herberstein, vescovo cattolico austriaco (n. 1725)
- 13 dicembre - Guillaume du Tillot, politico francese (n. 1711)
- 16 dicembre - François Quesnay, economista, medico e naturalista francese (n. 1694)
- 18 dicembre - Manuel Quintano Bonifaz, arcivescovo cattolico spagnolo
- 23 dicembre - Francesco Maria Preti, architetto italiano (n. 1701)
- 26 dicembre - Stephen Fox, II barone Holland, nobile inglese (n. 1745)
- 29 dicembre - Antoniotto Botta Adorno, generale italiano (n. 1688)

## Senza giorno specificato(15)
- Amha Iesus, principe etiope
- François de Baillou, ottico francese (n. 1700)
- Ferdinando Bassi, botanico italiano (n. 1710)
- Margaret Calderwood, viaggiatrice e scrittrice scozzese (n. 1715)
- Jacques Canivet, artigiano francese
- Anton Cebej, pittore sloveno (n. 1722)
- Jean-Claude Chambellan Duplessis, orafo e scultore francese (n. 1699)
- Joseph Doll, organista e pedagogo tedesco
- Philipp Conrad Fabricius, medico e botanico tedesco (n. 1714)
- Étienne Fessard, incisore francese (n. 1714)
- Jan Kryštof Handke, pittore ceco (n. 1694)
- Louis-René Luce, incisore e tipografo francese (n. 1695)
- Johann Perger, scultore austriaco (n. 1729)
- Gaetano Piattoli, pittore italiano (n. 1703)
- Ubashi Khan (n. 1744)